# Bertha Harris
Bertha Ann Harris (Fayetteville, 17 de diciembre de 1937–Nueva York, 22 de mayo de 2005) fue una novelista lesbiana estadounidense. 

## Biografía
Nació en Carolina del Norte en 1937, hija de Mary Zeleka Jones y de John Holmes Harris. En 1959, Harris se graduó en la Facultad de Mujeres de la Universidad de Carolina del Norte. A los veintidós años, se mudó a Nueva York y pasó los veranos en Westport, Massachusetts. Dijo que quería vivir en Nueva York "para encontrar lesbianas", pero acabó viviendo un breve matrimonio heterosexual del que nació su hija, Jennifer Harris Wyland. Para mantenerse a sí misma y a su hija, trabajó como editora y correctora durante un tiempo, antes de regresar a Carolina del Norte para conseguir su Máster en Bellas Artes (MFA). Regresó a Nueva York en 1984, donde vivió hasta su muerte en 2005, a los 67 años.

## Trayectoria
Harris comenzó su carrera cuando estaba completando su MFA en Carolina del Norte. Como parte de los requisitos de sus estudios, escribió lo que terminaría siendo su primera novela, titulada Catching Saradove y publicada en 1969. La novela es parcialmente autobiográfica y la que más se acerca de su obra a la ficción convencional.
De 1969 a 1972, Harris fue profesora en la Universidad del Este de Carolina y en la Universidad de Carolina del Norte en Charlotte. Posteriormente fue directora de Estudios de la Mujer y profesora de Artes Escénicas y Creativas en el College of Staten Island (CUNY).
Declaró estar obsesionada por dos cosas: la música (particularmente la ópera) y el Sur. Estas dos obsesiones definen su segunda novela, Confessions of Cherubino, publicada en 1972. Sin embargo, es más conocida por su tercera novela estilísticamente más audaz, Lover, publicada en 1976 por la editorial independiente Daughters, Inc., con sede en Vermont, una pequeña editorial de ficción para mujeres. Harris manifestó que fue escrita "directamente desde la libido, mientras estaba locamente enamorada y liberada por el movimiento cultural lésbico de mediados de la década de 1970".
En las tres novelas, Harris aborda la estética de la literatura de finales del siglo XX; pueden considerarse ejemplos de posmodernismo literario. Sus novelas son estilísticamente similares al trabajo de autoras modernistas como Virginia Woolf, Gertrude Stein y Djuna Barnes, de quien Harris era una gran admiradora. Una vez proclamó que el trabajo de Barnes era "prácticamente la única expresión disponible de la cultura lésbica que tenemos en el mundo occidental moderno" desde Safo de Mitilene. Gran parte del trabajo de Harris, sobre todo Lover, está escrito teniendo como su principal inspiración y audiencia al movimiento feminista de la década de 1970. De hecho, Lover podría considerarse como la madre literaria de la teoría queer; su novela es tan influyente en el feminismo de la tercera ola como en el feminismo de la segunda ola de sus orígenes.
Harris fue coautora de The Joy of Lesbian Sex en 1977 con Emily L. Sisley. Lover fue reeditado en 1993 por New York University Press con un prefacio de Karla Jay y una nueva introducción de la autora, que relata principalmente su participación en Daughters Press y sus propietarios, June Arnold y Parke Bowman.
Harris estaba terminando su cuarta novela, una comedia, Mi Contra Fa, cuando le sobrevino la muerte el 22 de mayo de 2005.

## Reconocimientos
El Centro de Mujeres Bertha Harris en el College of Staten Island lleva el nombre de Harris.

## Obras
- 1969 – Catching Saradove
- 1972 – Confessions of Cherubino
- 1976 – Lover